# Hypocoena punctivena
Hypocoena punctivena är en fjärilsart som beskrevs av Smith 1894. Hypocoena punctivena ingår i släktet Hypocoena och familjen nattflyn. Inga underarter finns listade i Catalogue of Life.